# Paraeuchaeta dactylifera
Paraeuchaeta dactylifera is een eenoogkreeftjessoort uit de familie van de Euchaetidae. De wetenschappelijke naam van de soort is voor het eerst geldig gepubliceerd in 1978 door Park.